# Alboácem Ali ibne Calafe Alcabici
Alboácem Ali ibne Maomé ibne Calafe Almaafiri Alcabici (Abu ʾl-Ḥasan ʿAlī ibn Muḥammad ibn Khalaf al-Maʿāfirī al-Qābiṣī; 935–1012) foi um importante estudioso ifriquiano (usuli) da escola maliquita de jurisprudência islâmica (fiḳh). Em 996, sucedeu seu primo ibne Abi Zaide como líder (xeique) da escola em Cairuão. O pai de Alcabici nasceu na aldeia de Almaafiriim (al-Maʿāfiriyyīn) perto de Cabis (Gabès) e sua mãe era de Cairuão. Segundo a tradição oral, era primo de primeiro grau de ibne Abi Zaide e Muriz ibne Calafe, filhos das irmãs de sua mãe. Ele era cego. Na África, Alcabici foi ensinado por Abu Alabas Alibiani, um estudioso xafeíta de Túnis; Darras Alfaci, um axarita; e ibn Masrur Aldabague. Acompanhado por Darras Alfaci e o andalusino Alacili, ele fez uma longa riḥla (jornada) no leste de 963 até 968. Durante sua jornada, por ser cego, seus companheiros atuaram como seus secretários.
Antes de se dedicar à jurisprudência, Alcabici ensinou qirāʾāt (recitação do Alcorão). Como jurista, era um tradicionalista com tendências axaristas e parcial aos escritos de ibne Almauaz. Ele tinha profundo conhecimento dos hádices. Ele ajudou a espalhar o Ṣaḥīḥ de Albucari, uma coleção de hádices, no norte da África e escreveu para ele um riwāya, um relato de sua transmissão. Seus outros trabalhos incluem uma coleção de hádices do Muwaṭṭaʾ, popular em Alandalus; um tratado sobre a conduta dos mestres-escola, inspirado nos escritos de Sanune; uma coleção incompleta de tradições de fiḳh; e inúmeras cartas sobre tudo, desde a exegese corânica, a arquitetura dos arrábitas, os rituais do haje, a teologia de Alaxari e a refutação dos bácritas (ou seja, os carijitas). Na sua velhice, diz-se que ele introduziu o jovem ibne Xarafe à poesia.
A autoridade e a reputação de Alcabici aumentaram após a morte de ibne Abi Zaide (996) e ibne Xiblum (999) e se tornou o principal jurisconsulto no norte da África e no Alandalus. Na época de sua morte, ainda ensinava oitenta alunos. Seus sucessores, que continuaram seu trabalho, foram Abu Becre ibne Abederramão e Abu Inrane Alfaci. O ponto culminante do trabalho desses estudiosos maliquitas de Cairuão foi o triunfo da escola maliquita na África a oeste do Egito e a ruptura entre os maliquitas zíridas e os xiitas fatímidas.